# تپه حسن (سرباز)
تپه حسن مربوط به دوران پیش از تاریخ ایران باستان است و در شهرستان سرباز، بخش پیشین، دهستان پیشین، ۴۰ کیلومتری جنوب راسک، ۱۵ کیلومتری جنوب پیشین، روستای حسن واقع شده و این اثر در تاریخ ۲۶ اسفند ۱۳۸۷ با شمارهٔ ثبت ۲۵۸۹۲ به‌عنوان یکی از آثار ملی ایران به ثبت رسیده است.